# Загарье (Архангельская область)
Загарье — деревня в Ленском районе Архангельской области. Входит в состав Урдомского городского поселения.

## География
Находится в юго-восточной части Архангельской области на расстоянии приблизительно 21 км на север по прямой от административного центра поселения поселка Урдома.

## История
В 1859 году здесь (деревня Загарье или Бабинабора Яренского уезда Вологодской губернии) было учтено 12 дворов.

## Население
Численность населения: 96 человек (1859 год), 3 (русские 100 %) в 2002 году, 2 в 2010.